# Norske stevtoner
Norske stevtoner is een compositie van Johan Kvandal. Het is een verzameling liederen uit de Noorse volksmuziek. Kvandal schaarde zich met dit werk in de lange traditie binnen de klassieke muziek aldaar om gebruik te maken van die volksmuziek. Kvandal gebruikte daarin zijn eigen herinneringen aan gezongen volkskliedjes, waarvan de melodie alleen elders nog op papier stond. In aanvulling daarop gebruikte hij muziek van anderen zoals Catharinus Elling. Binnen de oude volksliedjes paste Kvandal soms de muziek enigszins aan om ze geschikt te maken voor concertuitvoering. Hij deed die aanpassingen in samenwerking met zijn tweede vrouw Lilleba Lund Kvandal, zangeres.
Stev is Noors voor couplet of vers, toner betekent liedjes.
De liederen:
1. Mine visur (uit Telemark)
2. Då eg var liti (Setesdal)
3. Eg var meg ut på Gladheimsberg (Telemark).
4. Hjuringvise og lokk (Skjeberg og Valdres)
5. Å hugen min (Telemark)
6. Å her møter mangt (Setesdal)
7. Liti-mor (Telemark)
8. Då eg va liti og sprang utivi (Setesdal)
9. Sjugurd og kjerringi (Sogn og Valdres)
10. Å med soli kan eg (Setesdal)
11. Guten og jenta (Telemark)

Kvandals vrouw gaf de première van het werk via een radio-uitzending van de ORF in oktober 1974 met achter de piano Erika Franza Bandtner. Noorwegen moest een jaartje wachten, maar toen zat wel de componist achter de piano.

## Discografie
- Uitgave Vest-Norsk Plateselskap: Mariane Hirsti (zang) en Audun Kayser (piano)
- Uitgave Aurora: Anne Lise Berntsen (zang) en Einar Henning Smebye (1987)